# باشگاه فوتبال زامین
باشگاه فوتبال زامین (به ازبکی: FK Zomin) یک باشگاه فوتبال ازبکستانی است که در زامین، ولایت جیزک، ازبکستان واقع شده‌است. آنها در سطح دوم فوتبال ازبکستان بازی می‌کنند.

## تاریخچه
این باشگاه در سال ۱۹۹۶ تأسیس شد. از سال ۲۰۰۵ تا ۲۰۱۱، آنها در لیگ دسته دوم ازبکستان شرکت داشتند. از فصل ۲۰۱۲، آنها در دسته اول لیگ برتر ازبکستان بازی می‌کنند.
در طول فصل ۲۰۲۲، باشگاه فوتبال زامین در لیگ برتر بازی کرد.